# Nowy Kazanów
Nowy Kazanów – wieś sołecka w Polsce, położona w województwie świętokrzyskim, w powiecie koneckim, w gminie Końskie.
Wieś Oddalona 5 km na zachód od Końskich, położona przy drodze krajowej nr 42.
W latach 1975–1998 miejscowość administracyjnie należała do województwa kieleckiego.
We wsi znajduje się Zespół Placówek Oświatowych, którego patronem jest Stefan Żeromski. W skład tego ośrodka wchodzą: szkoła podstawowa oraz przedszkole samorządowe oraz remiza Ochotniczej Straży Pożarnej.
Wieś jest siedzibą rzymskokatolickiej  parafii Zwiastowania Najświętszej Maryi Panny.

## Części wsi
| SIMC    | Nazwa         | Rodzaj    |
| ------- | ------------- | --------- |
| 0243910 | Budy          | część wsi |
| 0243926 | Pająki        | część wsi |
| 0243932 | Podklasztorne | część wsi |
| 0243949 | Przedmieście  | część wsi |
| 0243955 | Zaborcze      | część wsi |

## Historia

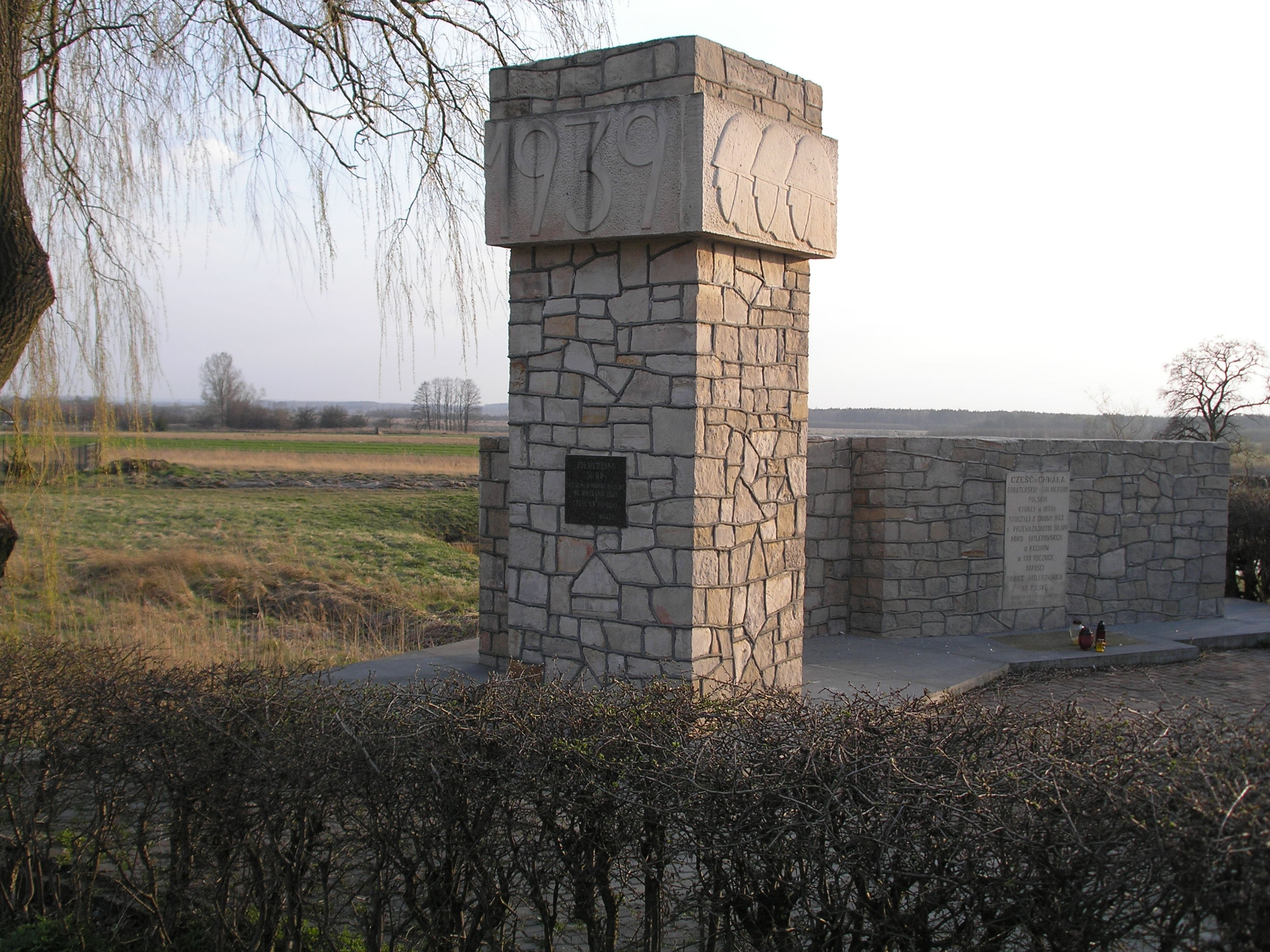
Pomnik upamiętniający walki 36 dywizji piechoty we wrześniu 1939 roku

W 1421 r. właścicielem wsi Brody, Sierosławic, Demby i Kazanowa (obecnie Kazanów Konecki) był Świętosław Litwosz z Kazanowa herbu Grzymała (zm. przed 1436 r.) – łożniczy królewski (1393 r.) i wielkorządca krakowski (1397 r.). Protoplasta rodu Kazanowskich. Nazywany był Litwoszem ponieważ będąc dworzaninem króla Władysława Jagiełły często przebywał na Litwie. Od nazwy wsi rodowej Kazanów, jego potomkowie wzięli nazwisko.
Od XVII do pierwszej połowy XX wieku wieś wchodziała w skład klucza Modliszewickiego oraz dóbr Końskie Wielkie.
W dniach 6–7 września 1939 roku polscy żołnierze 36 dywizji piechoty stoczyli tu z Niemcami bitwę, którą upamiętnia pomnik.

## Zabytki
- Zespół klasztorny Bernardynów z II poł. XVII w. Kościół z kamienia został wzniesiony w 1694 roku na miejscu pierwotnego, drewnianego, z inicjatywy Izabelli Lipskiej z Lanckorońskich, kasztelanki radomskiej. Po pożarze w 1802 r. restaurowany. Kościół posiadał jedną nawę, dobudowane dwie analogiczne, kwadratowe kaplice nadały mu kształt krzyża łacińskiego. W górnej części kościół posiada dwie wieże po bokach i jedną w środku nawy.
  - ołtarz główny rokokowy z ok. 1773 r. Niski, bogato rzeźbiony, wolno stojący, oddzielający wraz z parawanowymi ściankami bocznymi dawny chór zakonny.
  - Ambona rokokowa,
  - chór muzyczny drewniany
  - Budowę klasztoru o trzech skrzydłach ukończono w 1781 r. Wewnątrz w obu kondygnacjach wirydarz, wokół którego mieściły się korytarze. W klasztorze znajdowały się 4 wielkie izby, 12 cel i zakrystia. Sklepienia w klasztorze są kolebkowe i kolebkowo-krzyżowe. Dachy klasztoru łamane, gontowe, a obecnie pokryte blachą. Zakon został skasowany w 1864 r. po upadku powstania styczniowego, na mocy postanowień władz rosyjskich.
  - W latach 1929–1930 powstała nowa plebania z drewna. Składała się ona z 5 pokoi, kancelarii z gankiem i kuchni. Dach pokryto blachą.
  - W 1935 r. przy kościele wybudowano murowaną dzwonnicę, na której zamontowano dwa dzwony. Zespół klasztorny został wpisany do rejestru zabytków nieruchomych (nr rej.: A.490/1-2 z 22.09.1947, z 5.10.1956 i z 15.02.1967)[8].
- W Starym Kazanowie znajdują się nieliczne pozostałości zamku wzniesionego w połowie XVI w. przez Marcina Kazanowskiego. W latach 1637–1643 zamek został przebudowany na wczesnobarokowy pałac, na potrzeby Adama Kazanowskiego. Do dziś po pałacu pozostał tylko kopiec kryjący jego fundamenty[9].